# Roger Kesteloot
Roger Kesteloot (Kortrijk, 1957) is een Belgisch voormalig journalist en topambtenaar. Van 2010 tot 2020 was hij directeur-generaal van De Lijn, de Vlaamse openbare vervoermaatschappij.

## Levensloop
Roger Kesteloot studeerde politieke en sociale wetenschappen aan de Universiteit Gent en de Universiteit Antwerpen. Na zijn studies startte hij zijn loopbaan als assistent aan de faculteit TEW aan de Universiteit Antwerpen. Van 1987 tot 1992 was hij journalist bij de krant De Morgen, nadien bij de Antwerpse televisiezender ATV.
In 1998 ging hij in dienst bij de Vlaamse openbare vervoermaatschappij De Lijn. In 2004 werd hij er directeur onderzoek. In september 2009 werd hij waarnemend directeur-generaal van deze maatschappij nadat zijn voorgangster Ingrid Lieten ontslag nam omwille van haar toetreding tot de regering-Peeters II. In april 2010 benoemde de Vlaamse regering hem voor een mandaat voor zes jaar. In mei 2016 werd zijn mandaat met zes jaar verlengd. In mei 2020 geraakte bekend dat Kesteloot voor het einde van dat jaar vervroegd zou opstappen als topman van De Lijn. Op 1 januari 2021 volgde Ann Schoubs hem op.